# Nesioneta
Nesioneta es un género de arañas araneomorfas de la familia Linyphiidae. Se encuentra en Asia, las Seychelles y Oceanía.

## Lista de especies
Según The World Spider Catalog 12.0:
- Nesioneta arabica Tanasevitch, 2010
- Nesioneta benoiti (van Helsdingen, 1978)
- Nesioneta elegans Millidge, 1991
- Nesioneta ellipsoidalis Tu & Li, 2006
- Nesioneta lepida Millidge, 1991
- Nesioneta pacificana (Berland, 1935)
- Nesioneta similis Millidge, 1991
- Nesioneta sola (Millidge & Russell-Smith, 1992)